# Adolf Schmidl
Adolf Schmidl [šmídəl], češko-avstrijski speleolog, učitelj, urednik in pisatelj, * 18. maj 1802, Kynžvart, Češka, † 20. november 1863, Pešta, Madžarska.
Raziskoval je slovenski Kras in na podlagi zbranega gradiva, predvsem s knjigo Speleogija krasa (Zur Höhlenkunde des Karstes), utemeljil speleogijo kot znanost.

## Življenje in delo
Po gimnaziji ter študiju filozofije in prava na Dunaju je bil od 1848 do 1857 urednik pri dunajski Akademiji znanosti in zatem do smrti profesor geografije na politehniki v Pešti. Verjetno je na pobudo projektantov južne železnice na Krasu v Sloveniji, dunajska Akademija poverila Schmidlu raziskovanje slovenskih kraških jam. Pri tem so mu pomagali idrijski rudarji, rudarski praktikant Ivan Rudolf pa je jame premeril in izdelal njihove načrte. Tako je od leta 1850 do 1854 in morda tudi kasneje sistematično pregledal jame okoli Loža Planine in Postojne, začetni del podzemlja Pivke v Postojnski jami, Črno in Pivko jamo do sifona, oba rokava podzemne reke v Planinski jami, požiralnike Unca, brezna okoli Planine, Veliki naravni most v Rakovem Škocjanu, okolico Cerkniškega jezera, Predjamo, kjer je ugotovil šest podzemnih etaž in jamo Vilenica. Da bi zbudil zanimanje za Kras, je izdelal načrt za melioracijo Planinskega polja ter predlagal zgraditev odtočnih kanalov. Po njem se imenuje del Škocjanskih jam. Napisal je več člankov o jamah. Manj znano pa je, da se je Schmidl najprej je poizkusil v leposlovju, napisal več iger, z večjim uspehom pa potopise. Leta 1844 je z vladno podporo ustanovil revijo Oesterreichische Blätter für Literatur und Kunst in jo urejal od 1. julija do srede oktobra 1848, ko je prenehala izhajati.